# Elkalyce seidakkadaya
Elkalyce seidakkadaya är en fjärilsart som beskrevs av Tetsuo Miyashita och Vemura 1976. Elkalyce seidakkadaya ingår i släktet Elkalyce och familjen juvelvingar. Inga underarter finns listade i Catalogue of Life.